# Alexiuskapelle (Opole)

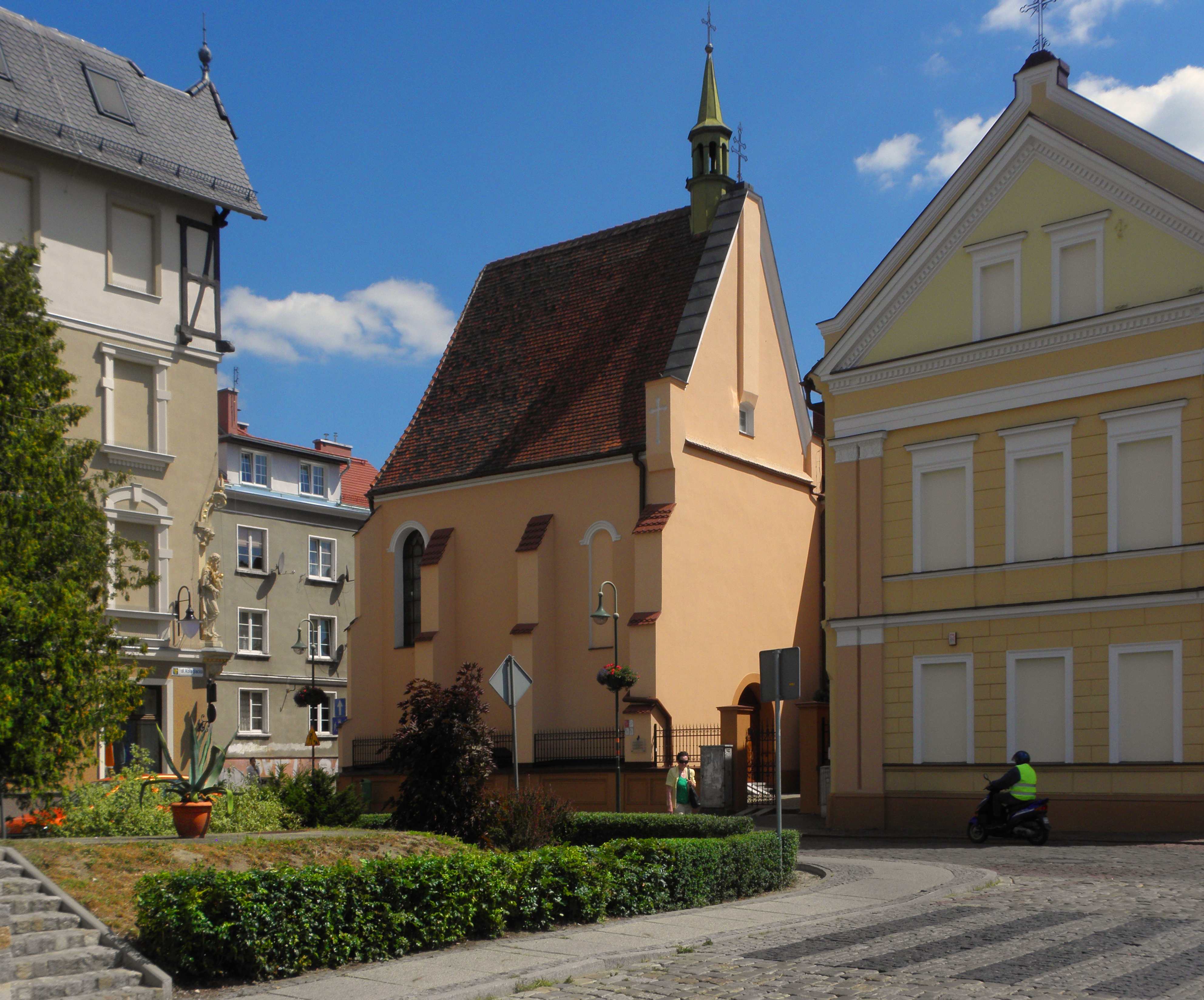
Alexiuskapelle

Die gotische Alexiuskapelle ist eine römisch-katholische Kapelle in Opole. Sie ist das einzig erhaltene Gebäude der ehemaligen Hospitalanlage von 1421.

## Lage

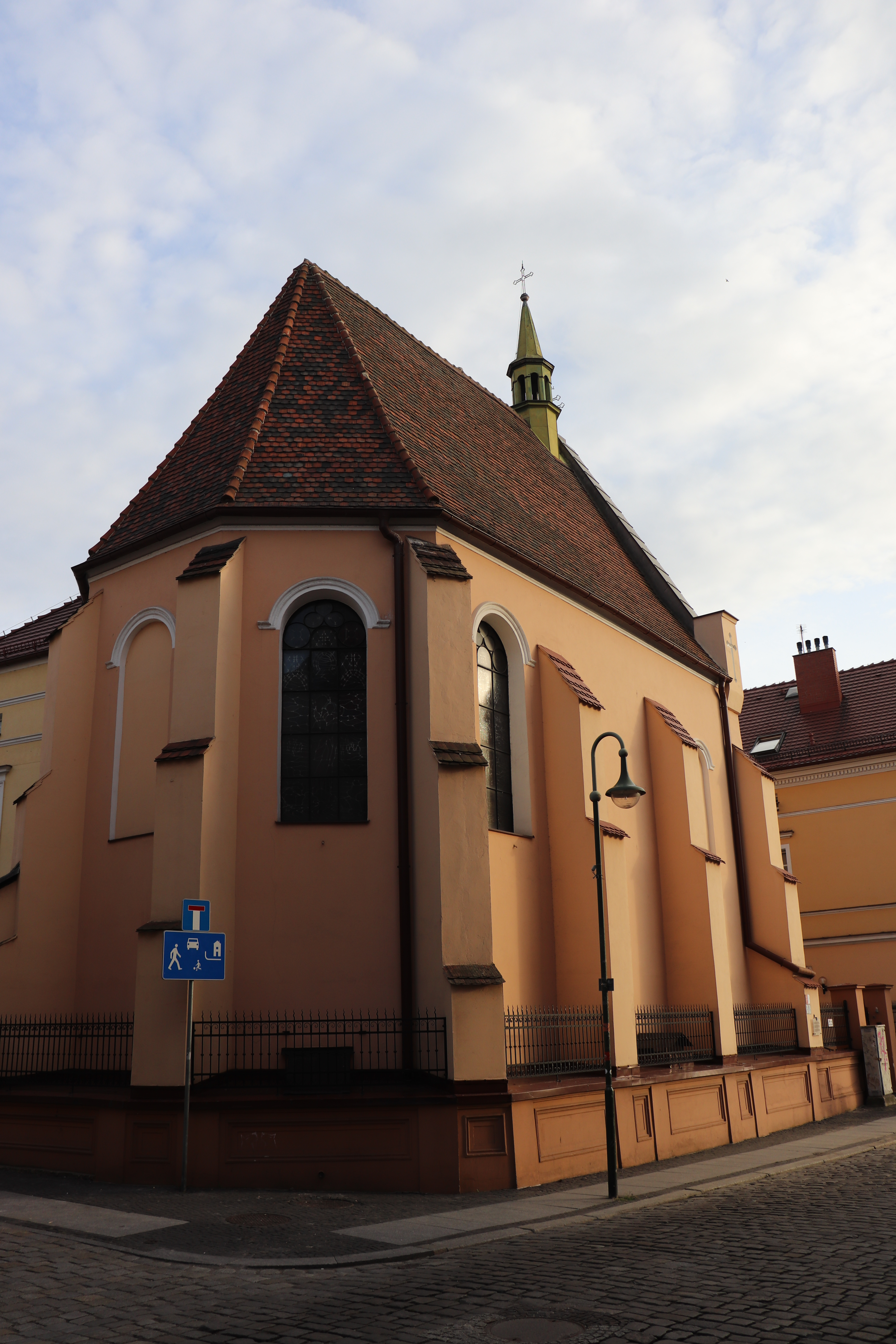
Rückansicht

Die Alexiuskapelle liegt an der Kreuzung der Straßen Ul. Szpitalna (Hospitalstraße) und Ul. Katedralna (Kathedralstraße) in der Oppelner Altstadt. In direkter Nachbarschaft befindet sich das ehemalige Gebäude des Alexiushospitals, dessen Bau von 1856/66 stammt. Heute beherbergt es ein Caritasheim. Am Hospital befand sich das Odertor, ein altes Stadttor der Verteidigungsmauern. Es wurde 1889 abgetragen. Nordöstlich der Kapelle befindet sich die Kathedrale zum Heiligen Kreuz.

## Geschichte
Die Kapelle wurde 1421 durch den Oppelner Herzog Johann I., der damals Bischof von Leslau war, erbaut. In den Jahren 1615 und 1739 brannte die Kapelle vollkommen aus. Nur die Gemäuer blieben stehen.
Im 16. oder 17. Jahrhundert wurde die Gestalt der Kirche grundlegend geändert. Die vormals spitzbogigen Fenster an den fünf Seiten des Chores wurden rundbogig umgebaut und die gotischen Ziegelwandmotive wurden verputzt. Weiterhin wurde die Bedachung erneuert. Ein im Westgiebel befindliches Holzkreuz trägt die Aufschrift „1691“. Dieses Jahr geht vermutlich auf die zuvor erwähnten Renovierungsarbeiten zurück. 1865/66 erhielt die Kapelle die heutige Mauerumfriedung mit gusseisernem Zaun.

## Architektur und Ausstattung
Die Kapelle ist einschiffig und beherbergt eine barocke Ausstattung. Es handelt sich um einen dreijochigen Kirchenbau mit einem Kreuzrippengewölbe. Der Chor besteht aus fünf Seiten und bildet ein unregelmäßiges Achteck. Das Satteldach besitzt einen neogotischen Dachreiter.
Der spätbarocke Altar entstand nach 1740. Dieser besitzt ein Gemälde mit dem Tod des hl. Alexius. Das Gemälde wurde 1812 aus der Franziskanerkirche übertragen. Die Pietà stammt von 1505.